# Amala (album)
Amala – debiutancki album studyjny amerykańskiej raperki i piosenkarki Doi Cat, wydany 30 marca 2018 roku przez Kemosabe i RCA Records. Album zawiera gościnnie występy Konshens i Rico Nasty. Luksusowa wersja albumu została wydana 1 marca 2019 r. Album osiągnął najwyższy poziom 138 na liście Billboard 200.

## Tło
27 marca 2018 roku wytwórnia Doja Cat ogłosiła album na swoim Twitterze. Oprócz podania daty premiery albumu, zdradzili też tytuł projektu i jego okładkę.

## Grafika
RCA Records napisał, że album „otwiera słodko seksowny świat, na którym ścieżka dźwiękowa jest pełna dzikiego hip-hopu, zakręconego popu i przyćmionego R&B. Potwierdzając kocią dominację, jej nieskrępowana charyzma, urok i pewność siebie natychmiast zajmują centralne miejsce”.

## Single
Główny singiel albumu, zatytułowany „Go to Town”, został wydany 9 marca 2018 roku wraz z teledyskiem. Doja Cat dalej promował singiel, występując w programie Geniusa „Verified”. Tydzień przed premierą albumu, „Candy”, został wydany jako drugi singiel albumu 23 marca 2018 roku. Utwór stał się hitem snu po konkursie tanecznym w aplikacji TikTok, który stał się wirusowy pod koniec 2019 roku. W konsekwencji singiel znalazł się na listach przebojów w krajach takich jak Australia, Kanada i Stany Zjednoczone, przy czym ten ostatni osiągnął szczyt utworu na 86 na liście Billboard Hot 100, stając się jej pierwszym solowym wpisem na liście. Singiel „Mooo!” został wydany 10 sierpnia 2018 roku wraz z teledyskiem. Utwór był pierwszym utworem Doi, który stał się viralowym fenomenem i ostatecznie przekroczyłby ponad siedemdziesiąt pięć milionów wyświetleń na YouTube od 19 czerwca 2020 r. Utwór został później dołączony jako pierwszy singiel z luksusowej edycji albumu. Kolejny singiel z edycji deluxe, zatytułowany „Tia Tamera”, został wydany 31 stycznia 2019 roku we współpracy z amerykańskim raperem Rico Nasty. Teledysk został wydany 21 lutego 2019 roku. Trzeci i ostatni singiel z edycji deluxe, zatytułowany „Juicy”, został pierwotnie wydany 1 marca 2019 roku w wersji deluxe Amala. 15 sierpnia 2019 roku ukazał się remiks piosenki z amerykańskim raperem Tygą jako singiel wraz z teledyskiem. Wersja z Tygą znalazła się na drugim studyjnym albumie Doja Cat, Hot Pink.
„Roll with Us” został wydany jako pierwszy i jedyny promocyjny singiel albumu 1 lutego 2018 r.

## Lista Utworów

### Wersja Standardowa
| #                  | Tytuł utworu                    | Tekst                                                                           | Produkcja                                       | Czas  |
| ------------------ | ------------------------------- | ------------------------------------------------------------------------------- | ----------------------------------------------- | ----- |
| 1.                 | „Go to Town”                    | - Amala Zandile Dlamini - tizhimself - Rian Lewis - Rogét Chahayed - Yeti Beats | - Yeti Beats - tizhimself                       | 3:37  |
| 2.                 | „Cookie Jar”                    | - Dlamini - Rogét Chahayed - Yeti Beats - Jon Millis - Kurtis McKenzie          | - Rogét Chahayed - Yeti Beats - Kurtis McKenzie | 3:19  |
| 3.                 | „Roll with Us”                  | - Dlamini - Rogét Chahayed - Yeti Beats - tizhimself                            | - Yeti Beats - tizhimself - Rogét Chahayed      | 3:00  |
| 4.                 | „Wine Pon You” (gośc. Konshens) | - Dlamini - Garfield Delano Spence - Troy NōKA - Yeti Beats                     | - Yeti Beats                                    | 3:39  |
| 5.                 | „Fancy”                         | - Dlamini - Yeti Beats                                                          | - Yeti Beats - Doja Cat                         | 2:59  |
| 6.                 | „Wild Beach”                    | - Dlamini - Dezi Paige - Mike 100 - Troy NōKA - Yeti Beats                      | - Troy NōKA - Yeti Beats                        | 3:24  |
| 7.                 | „Morning Light”                 | - Dlamini - Yeti Beats                                                          | - Cambo - Yeti Beats - Cameron Bartolini        | 3:59  |
| 8.                 | „Candy”                         | - Dlamini - Budo - Cameron Bartolini - Yeti Beats                               | - Budo - Cambo - Yeti Beats                     | 3:10  |
| 9.                 | „Game”                          | - Dlamini - Adrian X - Yeti Beats - Cameron Bartolini                           | - Yeti Beats - Adrian X                         | 3:15  |
| 10.                | „Casual”                        | - Dlamini - Los Hendrix - Troy NōKA - Yeti Beats                                | - Troy NōKA - Yeti Beats                        | 4:00  |
| 11.                | „Down Low”                      | - Dlamini - Alizzz - Cameron Bartolini                                          | - Cambo - Alizzz                                | 3:31  |
| 12.                | „Body Language”                 | - Dlamini - Cameron Bartolini - Richie Beats                                    | - Richie Beats - Cambo                          | 4:05  |
| 13.                | „All Nighter”                   | - Dlamini - Yeti Beats                                                          | - Yeti Beats - Doja Cat                         | 3:13  |
| Długość całkowita: | Długość całkowita:              | Długość całkowita:                                                              | Długość całkowita:                              | 45:13 |

### Wersja Deluxe
| #                  | Tytuł utworu                    | Tekst                                                                                                | Produkcja                    | Czas  |
| ------------------ | ------------------------------- | --- | ---------------------------- | ----- |
| 14.                | „Juicy”                         | - Dlamini - Lydia Asrat - Lukasz Gottwald - Yeti Beats                                               | - Yeti Beats - Tyson Trax    | 3:20  |
| 15.                | „Tia Tamera” (gośc. Rico Nasty) | - Dlamini - Maria-Cecilia Simone Kelly - Lydia Asrat - Kurtis McKenzie - Yeti Beats                  | - Doja Cat - Kurtis McKenzie | 3:32  |
| 16.                | „Mooo!                          | - Dlamini - Pharrell Williams - Mystikal - Yeti Beats - Lil Jon - I-20 - KLC - Chad Hugo - Troy NōKA | - Doja Cat - Troy NōKA       | 4:45  |
| Długość całkowita: | Długość całkowita:              | Długość całkowita:                                                                                   | Długość całkowita:           | 56:10 |

## Wykresy
| Wykresy (2019)              | Pozycja |
| --------------------------- | ------- |
| Australia Hitseekers (ARIA) | 12      |
| US Billboard 200            | 138     |

## Certyfikaty i sprzedaż
| Kraj                         | Certyfikat      | Sprzedaż |
| ---------------------------- | --------------- | -------- |
| Brazylia (Pro-Música Brasil) | platynowa płyta | 40 000+  |
| Polska (ZPAV)                | złota płyta     | 10 000+  |
| Stany Zjednoczone (RIAA)     | złota płyta     | 500 000+ |
| Wielka Brytania (BPI)        | srebrna płyta   | 60 000+  |
| Nowa Zelandia (RMNZ)         | złota płyta     | 7,500+   |